# Kwasimama
Kwasimama(Hypophthalmus marginatus) is een straalvinnige vissensoort uit de familie van de antennemeervallen (Pimelodidae). De wetenschappelijke naam van de soort is voor het eerst geldig gepubliceerd in 1840 door Valenciennes.
Het is een vis die zich aan vrij extreme condities kan aanpassen. In Suriname wordt hij zelfs in volgelopen mijnschachten aangetroffen ondanks de lage zuurgraad en andere vervuiling.